# Sindangsari (Lembursitu)
Sindangsari is een bestuurslaag in het regentschap Kota Sukabumi van de provincie West-Java, Indonesië. Sindangsari telt 5096 inwoners (volkstelling 2010).